# 9К31 Стрела-1
9К31 „Стрела-1“ (по класификация на НАТО: SA-9 „Gaskin“) е съветски зенитно-ракетен комплекс.
Разработката започва на 25 август 1960 г. Комплексът е приет на въоръжение през 1968 година. Главен конструктор е Александър Нуделман.
Масата на пусковата установка е 8,3 тона, ракетата е с тегло – 30,5 кг.

## Зона на поражение
- на височина: 0,03 – 3,5 км;
- на далечина – 0,5 – 4,2 км;

Разчетът на установката е 3 души.